# Korea Północna na Zimowych Igrzyskach Olimpijskich 2006
Koreę Północną na Zimowych Igrzyskach Olimpijskich 2006 reprezentowało 6 zawodników. Chorążym reprezentacji był Han Jong-in.

## Sportowcy według dyscyplin

### Łyżwiarstwo figurowe
Solistki
- Kim Yong-suk

Program krótki 
39.16 (27. miejsce) - nie zakwalifikowała się do programu dowolnego
Soliści
- Han Jong-in

Program krótki
42.11 (30. miejsce) - nie zakwalifikował się do programu dowolnego
Pary sportowe
- Jong Hyong-hyok i Phyo Yong-myoung

Program krótki
33.63 (20. miejsce) - nie brali udziału w programie dowolnym

### Short track
Kobiety
- Ri Hyang-mi

1000 metrów
1. bieg - 1:34.360 (3. miejsce)
500 metrów
8. bieg - zdyskwalifikowana
- Yun Jong-suk

500 Metrów
6. bieg - 46.177 (3. miejsce)